# 運搬
運搬（うんぱん）とはある物を他の場所へ移す事である。
この動作は運輸または輸送に対しある一定の限られた範囲内で行うのが特徴で、人力や巻き上げ機、運搬機などを用いる事が多い。また運搬を中心とする部品などの物流を合理的に行うために工場や工程の設計および資材の管理計画などを念入りに検討して最適化する必要がある。
なお近年では自動倉庫や自動仕訳機の導入が進み、より効率があがっている。

## 運搬費と運搬方法の選定
積算に用いる工事材料単価は原則として現場着価格で定められることが望しいが、材料の種類によっては運搬費を別途計上しなくてはならないものもある。また、支給品、貸与品についてはもちろんのこと工事施行に伴って発生するいわゆる発生材など、工事費の積算に当たって運搬費を計上しなければな
らない場合は案外多い。
通常、運搬費の積算は、各運輸局および沖縄総合事務局に届け出た「貸切運賃料金」によるか、あるいは自家保有トラックの運搬による方法のほか、最近では工事の条件によってヘリコプターによる輸送も行われている。
「貸切運賃料金」には「距離制運賃」と「時間制運賃」があるが、通常の積算には「距離制運賃」が適用される。
自家保有トラックによる運搬の適用区分については、ある基準によると自家保有トラックによる運搬の適用と距離制運賃率の適用は、作業が恒常的であり、かつ運搬時刻を拘束せず、掘削土などのようないわゆるよごれ物でないものとしている。これにより掘削土などは自家保有トラックによる運搬によることは明確である。
都市土木の土木工事において鋼材を貸与する場合の運搬経路を想定すると、(倉庫)-→ (仮置場)-→ (現場)-→ (仮置場)-→ (倉庫)のとおりとなる。
貸切運賃料金については、仮置場には相当の余裕のあるのが普通であるから、運送業者は随時倉庫に行き必要な鋼材を仮置場に運送することができ、運搬時刻を拘束することがないので「距離制運賃率」によるものとしている。
自家保有トラックによる運搬の適用での運搬については、都市土木工事においては現場には当面必要とする以外の鋼材を存置することを禁止していることが多く、現場で鋼材を必要とするとき必要量を運搬しなければならず、運搬時刻を拘束するところから自家保有トラックによる運搬になるとし、同様の意味から(現場)-→ (仮置場)は自家保有トラックで、  (仮置場)-→ (倉庫)は距離制運賃率による積算ということになる。

## 参考資料
ウィキメディア・コモンズには、運搬に関するメディアがあります。
- ブリタニカ国際大百科事典（TBSブリタニカ）

| サブスタブ | この項目は、まだ閲覧者の調べものの参照としては役立たない、書きかけの項目です。この項目を加筆・訂正などしてくださる協力者を求めています。このテンプレートは分野別のサブスタブテンプレートやスタブテンプレート（Wikipedia:分野別のスタブテンプレート参照）に変更することが望まれています。 |